# Linia kolejowa nr 17
Linia kolejowa nr 17 – pierwszorzędna, głównie dwutorowa, zelektryfikowana linia kolejowa znaczenia państwowego, łącząca stację Łódź Fabryczna ze stacją Koluszki. Linia wraz z linią kolejową Warszawa Zachodnia – Katowice tworzy ważną trasę kolejową między Łodzią a Warszawą.

## Przebieg
Linia rozpoczyna swój bieg na kozłach oporowych przy peronie 2 na stacji Łódź Fabryczna. W związku z rozbudową linii średnicowej, uwzględniono dwie linie kolejowe, które będą odchodzić w obrębie stacji – linia kolejowa Łódź Fabryczna – Łódź Kaliska (tor 1) i linia kolejowa Łódź Fabryczna – Łódź Kaliska (tor 2). Linia kieruje się na południowy wschód i przebiega przez Widzew, aż do granicy miasta. Od przystanku Bedoń do Żakowic Południowych biegnie równolegle do linii kolejowej Łódź Kaliska – Dębica. Następnie kieruje się na północ, aż do rozjazdów 21 i 10 na stacji Koluszki.

### Odcinki linii
Linia jest podzielona na 4 odcinki:
- A: Łódź Fabryczna – Łódź Widzew (-0,142 – 5,267)
- B: Łódź Widzew – Gałkówek (5,267 – 19,197)
- C: Gałkówek – Koluszki R145 (19,197 – 24,261)
- D: Koluszki R145 – Koluszki (24,261 – 26,400)

## Historia

### Przed budową
Od 1857 roku trwały starania władz Łodzi i fabrykantów o połączenie miasta siecią kolejową z Warszawą i Prusami, lecz ówczesne władze Imperium Rosyjskiego były początkowo przeciwne temu ze względów strategicznych. Po kilku latach starań, grupa przemysłowców uzyskała 18 (30) lipca 1865 roku zezwolenie cara Aleksandra II na budowę kolei łączącj Łódź z Koleją Warszawsko-Wiedeńską w Koluszkach. Ukaz carski upoważnił grupę założycielską, do której należeli Karol Wilhelm Scheibler i Jan Bloch, do utworzenia spółki akcyjnej pod nazwą „Towarzystwo Drogi Żelaznej Fabryczno-Łódzkiej”; dalsze formalności miał załatwiać namiestnik Królestwa Polskiego hrabia Teodor Berg. 14 sierpnia 1865 roku podpisano umowę i zatwierdzono Statut Towarzystwa, z siedzibą w Warszawie.
Była to spółka kapitału przemysłowego z handlowym – Karol Scheibler i Edward Frankenstein reprezentowali sfery przemysłowe Łodzi i Warszawy, zaś Józef Jabłkowski, Maurycy Ludwik Mamroth, August Rephan, Mathias Rosen i Jan Bloch byli finansistami. Brakowało w tej grupie jedynie swoistej dekoracji, jaką byłby udział arystokracji i sfer ziemiańskich, ale z czasem i one się znalazły. Spółka określała się towarzystwem akcyjnym, w rzeczywistości jednak należała do siedmioosobowej grupy założycielskiej; oni to bowiem zatrzymali dla siebie 80,25% sturublowych akcji, zostawiając tylko 19,75% akcji pierwszej emisji ewentualnym udziałowcom. Z ogólnej ilości 11 212 akcji sam Jan Bloch skupił w swoim ręku 2500 akcji (czyli 22,5%) i został prezesem zarządu kolei. Karol Scheibler miał 400 akcji. Prezesem Rady Towarzystwa Drogi Żelaznej Fabryczno-Łódzkiej mianowano też Jana Blocha. Towarzystwo otrzymało koncesję na 75 lat i zostało zwolnione z podatków, poza podatkiem od nieruchomości.

### Rozpoczęcie budowy
Roboty przy budowie Drogi Żelaznej Fabryczno-Łódzkiej rozpoczęto 28 lipca 1865 roku. 18 listopada 1865 r. prace torowe – prowadzone pod nadzorem głównego inżyniera Hipolita Cieszkowskiego – przy budowie tej 25,5-wiorstowej (nieco ponad 27 km) linii zostały całkowicie zakończone.
Tempo budowy było ekspresowe; była to praca ręczna, a transport materiałów i ziemi odbywał się konnymi furmankami. 19 listopada 1865 r. nastąpiła uroczystość otwarcia linii. Był to dla Łodzi dzień wielki i pamiętny, a z jaką obchodziła go świetnością o tym szeroko doniosły swego czasu dzienniki krajowe – pisał w „Tygodniku Ilustrowanym” Oskar Flatt. Uroczystość „zaszczycił swoją obecnością” namiestnik Królestwa Polskiego hrabia Fiodor Berg, który wygłaszając z tej okazji przemówienie, stwierdził: Miasto Łódź stanowi interesujące zjawisko w kraju polskim. Zawdzięcza swój dobrobyt przemysłowi niemieckiemu, przedsiębiorczości Niemców i pilności niemieckiej. I dalej, że Łódź, będąc najludniejszym po Warszawie miastem Królestwa, liczy przeszło 40 tysięcy mieszkańców, z czego dwie trzecie mieli stanowić Niemcy. Liczba Niemców ogromnie przesadzona, ale podyktowała ją hrabiemu nie tyle znajomość stosunków łódzkich, ile nienawiść którą żywił do Polaków i tendencja zmierzająca do wyolbrzymiania roli żywiołu obcego, niepolskiego. Podobne tendencyjnie nieprawdziwe poglądy o dominującej roli i ilości Niemców w Łodzi były nierzadko spotykane w owym czasie.
Poważne czasopismo „Ekonomista” informowało opinię publiczną o ukończeniu w ciągu niespełna 3 miesięcy przedsięwzięcia Jana Blocha pisząc: Droga Żelazna Fabryczno-Łódzka, otwarta dnia 19 listopada łączy najznaczniejsze fabryczne miasto Królestwa z siecią ogólną dróg żelaznych. Nie jest ona jeszcze zupełnie urządzona dla publiczności, nastąpi to dopiero z przyszłą wiosną, ale już mogą się odbywać transporty, zwłaszcza dowóz materiału opałowego tyle dla Łodzi ważnego. Do stanu takiego roboty doprowadzone zostały z nadzwyczajną szybkością. Zaraz też ruszyły pociągi towarowe przewożące surowce i gotowe wyroby. Początkowo tabor składał się tylko z dwóch lokomotyw, 11 wagonów pasażerskich, 2 bagażowych i 35 towarowych.

### Otwarcie linii
Szybkie tempo budowy spowodowało, że początkowo nie były gotowe budynki dla pasażerów przy dworcach i w pierwszym etapie kolej nie była otwarta dla ruchu pasażerskiego, a przewoziła głównie opał dla łódzkiego przemysłu. Wielu historyków za datę uruchomienia tej kolei uważa dzień 1 czerwca 1866 roku, czyli dzień uruchomienia regularnej komunikacji pasażerskiej na tej linii.
Towarów przewieziono w 1866 r. niespełna 5 tys. ton, czyli 13,5 tony dziennie, ale już w 1881 r. 40 tys. ton surowców, paliw oraz gotowych wyrobów. W 1881 r. linią tą, stanowiącą zaledwie 1,8% długości wszystkich linii kolejowych Królestwa Polskiego, przewieziono już 10% towarów i 6,5% (250 tys.) ogółu pasażerów. Była to więc kolej najbardziej obciążona, ale też najbardziej dochodowa. Przynosiła wówczas do 32% dywidendy (w 1897). Porównując przewozy w latach 1875–1902 nastąpił 14-krotny wzrost przewiezionych ładunków i 10-krotny wzrost ilości pasażerów.
Linia – zarządzania przez Towarzystwo Kolei Fabryczno-Łódzkiej – w początkowym okresie niewątpliwie odegrała istotną rolę w rozwoju przemysłu włókienniczego w łódzkim okręgu przemysłowym. Dzięki niej Łódź i jej okręg awansował do trzeciego pod względem wielkości ośrodka produkcji włókienniczej w Cesarstwie Rosyjskim, podejmując ostrą i niejednokrotnie skuteczną walkę konkurencyjną z okręgiem moskiewskim i iwanowo-wozniesienskim. Niestety, już po kilku latach usytuowanie łódzkiej końcowej stacji pasażersko-towarowej prawie w centrum miasta, niechęć głównych akcjonariuszy do kolejnych inwestycji mających na celu stworzenie wydajnego transportowo węzła łódzkiego oraz polityka kolejowa Cesarstwa Rosyjskiego na obszarze zaboru, wynikająca z ówczesnych koncepcji militarnych rosyjskiego Sztabu Generalnego w odniesieniu do ziem na zachód od Wisły, stały się istotnym czynnikiem hamującym dalszą ekspansję łódzkiego przemysłu na rynki wschodnie. Próbą złamania monopolu Towarzystwa Kolei Fabryczno-Łódzkiej i transportu kolejowego do Łodzi była inicjatywa grupy największych łódzkich fabrykantów z Juliuszem Kunitzerem, która postawiła za cel budowę tzw. „kolei obwodowej”, która miała od stacji Łódź Widzew opasać Łódź kręgiem, a od niej miały powstać bocznice do największych łódzkich fabryk. Koncepcja ta spotkała się z ostrą kontrakcją J. Blocha i jego Towarzystwa i w efekcie w tym czasie nie doszło do jej realizacji. Walka o nią toczyła się w latach 1889–1896. Rozwiązanie tego problemu nastąpiło dopiero w 1902 r., po oddaniu do użytku linii kolei warszawsko-kaliskiej (która przechodziła przez zachodnie rejony Łodzi) oraz stacji Łódź Kaliska. W roku 1898 powstał staraniem inwestora kolei kaliskiej – Towarzystwa Akcyjnego Kolei Warszawsko-Wiedeńskiej – łącznik kolei obwodowej, przebiegający wzdłuż ówczesnej południowej granicy Łodzi, który od stacji Łódź Widzew połączył obie linie – „fabryczno-łódzką” i „warszawsko-kaliską”.
Po wybuchu I wojny światowej siedziba Towarzystwa przeniosła się do Petersburga w Rosji. Infrastruktura i tabor kolei doznały podczas wojny zniszczeń. Po wojnie, mimo braku umowy z Towarzystwem, zarząd kolei polskich utrzymywał tę kolej w ruchu, a Skarb Państwa wypłacał właścicielom dywidendę. Po II wojnie światowej kolej została przejęta przez państwo.

### Nowa Łódź Fabryczna
We wrześniu 2012 r. rozpoczęto prace przy wykopie pod nowy, podziemny dworzec kolejowy Łódź Fabryczna. W przyszłości planowane jest połączenie podziemnym tunelem średnicowym tej stacji ze stacją Łódź Kaliska jako element pierwszego polskiego systemu linii dużych prędkości (tzw. Linia „Y” – Warszawa przez Łódź do Wrocławia oraz Poznania). W ramach przygotowań do tej inwestycji uległ całkowitej rozbiórce pierwotny budynek dworcowy, z planem nawiązania do jego architektury elewacji naziemnej nowego dworca.
Nowy dworzec Łódź Fabryczna został oficjalnie otwarty 11 grudnia 2016 roku. Inwestycja stworzyła nowy węzeł komunikacyjny, łączący kolej, komunikację miejską i ruch samochodowy. Charakterystyczną cechą nowej budowli jest falisty dach, dopuszczający światło do hali dworcowej, jak i peronów poniżej. Wewnątrz budynku umieszczono konstrukcje, ukazujące fasadę dawnego dworca.

## Kalendarium
- 19 listopada 1865 – oddanie linii do użytku
- 1 czerwca 1866 – uruchomienie regularnej komunikacji pasażerskiej[9]
- 1 grudnia 1901 – zakończenie rozbudowy całego odcinka Łódź Fabryczna – Koluszki do dwóch torów
- 3 października 1954 – zakończenie elektryfikacji linii[13]
- 2006–2008 – modernizacja linii na odcinku Łódź Widzew – Koluszki, która pozwoliła na zwiększenie prędkości maksymalnej dla pociągów pasażerskich do 140–160 km/h[14][15]
- od 2011 – prace nad zagłębieniem odcinka Łódź Widzew – Łódź Fabryczna w wykopie i tunelu
- sierpień 2012 – zakończenie niwelacji terenu pod budowę nowej stacji Łódź Fabryczna (usunięcie torów na odcinku od stacji Łódź Widzew, wyburzenie wszystkich budynków stacji Łódź Fabryczna)
- wrzesień 2012 – rozpoczęcie prac przy wykopie pod nowy, podziemny budynek stacyjny (konieczność wywiezienia ponad 3 mln m³ ziemi)
- 11 grudnia 2016 – oddanie do użytku po przebudowie stacji Łódź Fabryczna
- sierpień 2019 – rozpoczęcie budowy tunelu średnicowego (rozpoczęcie prac w rejonie komory startowej dla tarcz drążących).

## Parametry techniczne
Linia w całości jest klasy D4; maksymalny nacisk osi wynosi 221 kN dla lokomotyw oraz wagonów, a maksymalny nacisk liniowy wynosi 78 kN (na 1 metr bieżący toru). Sieć trakcyjna jest typu CR2 i YwsC120-2C-M; jest przystosowana do maksymalnej prędkości do 160 km/h; obciążalność prądowa wynosi 3500/1700 A, a minimalna odległość między odbierakami prądu wynosi 20 m. Linia wyposażona jest w elektromagnesy samoczynnego hamowania pociągów. Linia jest wyposażona w samoczynną blokadę liniową – typu SHL-12, dwukierunkową i czerostawną.
Linia dostosowana jest, w zależności od odcinka, do prędkości od 60 km/h do 150 km/h, a jej prędkość konstrukcyjna wynosi 160 km/h. Obowiązują następujące prędkości maksymalne dla pociągów:
| Tor nieparzysty (kierunek: Koluszki) | Tor nieparzysty (kierunek: Koluszki) | Tor nieparzysty (kierunek: Koluszki) | kilometraż | kilometraż | Tor parzysty (kierunek: Łódź Fabryczna) | Tor parzysty (kierunek: Łódź Fabryczna) | Tor parzysty (kierunek: Łódź Fabryczna) |
| Pociągi pasażerskie                  | Autobusy szynowe i EZT               | Pociągi towarowe                     | od         | do         | Pociągi pasażerskie                     | Autobusy szynowe i EZT                  | Pociągi towarowe                        |
| 80                                   | 80                                   | 0                                    | -0,142     | 0,742      | 80                                      | 80                                      | 0                                       |
| 80                                   | 80                                   | 0                                    | 0,742      | 0,745      | 100                                     | 100                                     | 0                                       |
| 100                                  | 100                                  | 0                                    | 0,745      | 2,250      | 100                                     | 100                                     | 0                                       |
| 120                                  | 120                                  | 0                                    | 2,250      | 4,171      | 120                                     | 120                                     | 0                                       |
| 120                                  | 120                                  | 60                                   | 4,171      | 6,600      | 120                                     | 120                                     | 60                                      |
| 150                                  | 150                                  | 100                                  | 6,600      | 24,750     | 150                                     | 150                                     | 100                                     |
| 100                                  | 100                                  | 100                                  | 24,750     | 25,599     | 100                                     | 100                                     | 100                                     |
| 100                                  | 100                                  | 100                                  | 25,999     | 26,400     | odcinek jednotorowy                     | odcinek jednotorowy                     | odcinek jednotorowy                     |

Na linii zostały wprowadzone ograniczenia w związku z niezachowaniem skrajni – nieodpowiednia wysokość sieci trakcyjnej od główki szyny oraz nieodpowiednia odległość tarcz Tm6, Tm11, Tm29 i semafora R od osi toru.

## Infrastruktura

### Rozgałęzienia
| Punkt          | Linia | Linia               | Linia     |
| Punkt          | numer | kierunek            | status    |
| Łódź Fabryczna | 458   | Łódź Widzew R3      | czynna    |
| Łódź Fabryczna | 550   | Łódź Kaliska        | planowana |
| Łódź Fabryczna | 551   | Łódź Kaliska        | planowana |
| Łódź Widzew    | 16    | Kutno               | czynna    |
| Łódź Widzew    | 458   | Łódź Fabryczna      | czynna    |
| Łódź Widzew    | 540   | Łódź Chojny         | czynna    |
| Łódź Widzew    | 541   | Łódź Olechów        | czynna    |
| Gałkówek       | 25    | Łódź Kaliska        | czynna    |
| Gałkówek       | 25    | Dębica              | czynna    |
| Koluszki       | 1     | Warszawa Zachodnia  | czynna    |
| Koluszki       | 1     | Katowice            | czynna    |
| Koluszki       | 534   | Mikołajów           | czynna    |
| Koluszki       | 535   | Żakowice Południowe | czynna    |
| Koluszki       | 538   | Koluszki R154       | czynna    |

### Punkty eksploacyjne
Na linii znajduje się 10 różnych punktów eksploatacyjnych, w tym 4 stacje kolejowe, 5 przystanków, bocznica stacyjna, posterunek odgałęźny i ładownia.
| Rodzaj i nazwa                                             | Zdjęcie | Liczba peronów | Liczba krawędzi peronowych | Infrastruktura | Dawne nazwy |
| stacja Łódź Fabryczna ♿︎                                   |         | 4              | 8                          | - Kasy biletowe (IC, ŁKA, PR) - Biletomaty (IC, ŁKA) - Informacja dla podróżnych - Poczekalnia                                                                              | Łódź Fabryczna (1865 – 1914) Lodz Warschauer Bahnhof (1914 – 1918) Łódź Fabryczna (1918 – 1939) Lodz Fabriks-Bahnhof (1939) Litzmannstadt Ost (1940 – 1942) Litzmannstadt Mitte (1943 – 1945) |
| przystanek Łódź Niciarniana ♿︎                             |         | 1              | 2                          | - Przejście pod torami | |
| bocznica stacyjna Łódź Widzew ŁKA                          |         | nie dotyczy    | nie dotyczy                | - Centrum sterowania ŁKA | |
| stacja Łódź Widzew ♿︎                                      |         | 3              | 6                          | - Przejście pod torami - Kasy biletowe (IC, ŁKA, PR) - Biletomaty (IC, ŁKA) - Sieć Wi-Fi - Kiosk - Punkt gastronomiczny - Parking - Informacja dla podróżnych - Poczekalnia | Widzew (1903 – 1942) Litzmannstadt Ost (1943 – 1945) |
| posterunek odgałęźny przystanek ładownia Łódź Andrzejów ♿︎ |         | 2              | 2                          | - Przejście na poziomie szyn | Andrzejów (1865 – 1939) Andrzejow (1939 – 1942) Andreshof (1943 – 1945) Andrzejów (1945 – 1989)                                                                                               |
| przystanek Bedoń ♿︎                                        |         | 3              | 3                          | - Przejście na poziomie szyn | |
| przystanek Justynów ♿︎                                     |         | 3              | 3                          | - Przejście na poziomie szyn | |
| stacja Gałkówek ♿︎                                         |         | 2              | 2                          | - Kładka, windy - Parking - Informacja dla podróżnych - Poczekalnia | Gałkówek (1866 – 1914) Galkowek (1915 – 1918) Gałkówek (1918 – 1939) Galkowek (1939 – 1942) Galkau (1943 – 1945)                                                                              |
| przystanek Żakowice ♿︎                                     |         | 2              | 2                          | - Przejście na poziomie szyn | |
| stacja Koluszki ♿︎                                         |         | 3              | 6                          | - Biletomat IC, ŁKA - Sieć Wi-Fi - Informacja dla podróżnych - Poczekalnia                                                                                                  | Koluszki (1846 – 1885) Koluszki I Wiedeńskie (1885 – 1909) |

### Infrastruktura towarzysząca

#### Lokalne Centra Sterowania
W obrębie linii znajdują się dwa Lokalne Centra Sterowania. Pierwsze zlokalizowane jest na stacji Koluszki (uruchomione w 2007 roku) i obejmuje stację Gałkówek oraz posterunki odgałęźne Żakowice Południowe i Łódź Andrzejów. Drugie usytuowane jest na stacji Łódź Widzew i w jego zasięgu znajdują się posterunek odgałęźny Łódź Dąbrowa i stacja Łódź Fabryczna. Oba centra wykorzystują urządzenia typu Ebiblock 950 oraz Ebiscreen.

#### Sieć tramwajowa
Odcinek Łódź Fabryczna – Łódź Widzew znajduje się w bliskim sąsiedztwie sieci tramwajowej – stacja Łódź Fabryczna nieopodal przystanku Rodziny Poznańskich – Dworzec Łódź Fabryczna, przystanek Łódź Niciarniana nieopodal Piłsudskiego – Niciarniana, a stacja Łódź Widzew – Rokicińska – rondo Inwalidów i Rokicińska – Gogola.

#### Bocznice
Oprócz sieci tramwajowej, przy linii znajdują się różnego rodzaju bocznice i zakłady. Przy stacji Łódź Widzew zlokalizowane jest „Zaplecze Techniczne Spółki” ŁKA sp. z o.o., przy przystanku i posterunku odgałęźnym Łódź Andrzejów – bocznica „ARTUR” Firma Transportowo-Handlowa, przy stacji Gałkówek – Jednostka Wojskowa nr 164 – i w obrębie stacji Koluszki – Stacja Napraw Nr 2 – PKP CARGO S.A., bocznica Bocznica – PKP Energetyka S.A., Zakład Łódzki „EZSZ Koluszki” oraz bocznica OLLP Operator Logistyczny Paliw Płynnych.

### ETCS
Na linii zaplanowano wdrożenie systemów ERTMS/ETCS poziom 2 oraz ERTMS/GSM-R na odcinku Łódź Widzew – Koluszki, jako część trasy Warszawa Zachodnia – Miedniewice (Skierniewice) – Koluszki – Łódź Widzew. Konstrukcja tych systemów stanowi część modernizacji linii kolejowej Warszawa – Łódź. Całkowity koszt inwestycji wynosi 223986178,00 zł, z czego 110594966,90 zł stanowi dofinansowanie z Funduszu Spójności.

## Znaczenie międzynarodowe
Linia na odcinku -0,070 – 26,400 została ujęta w kompleksową, a na odcinku 19,197 – 26,400 w bazową towarową sieć transportową TEN-T. Odcinek 19,195 – 25,599 stanowi fragment międzynarodowej linii kolejowej C65/1 (Zduńska Wola Karsznice – Łódź Olechów – Skierniewice) – sieć międzynarodowych linii transportu kombinowanego (AGTC) – oraz część Kolejowego Korytarza Towarowego nr 8 Morze Północne – Morze Bałtyckie(RFC8).

## Ruch pociągów

### Pociągi pasażerskie
Na całości linii odbywa się zarówno ruch dalekobieżny, jak i podmiejski. Przewoźnikami kolejowymi są Polregio, Łódzka Kolej Aglomeracyjna oraz PKP Intercity.

### Pociągi towarowe
Między Łodzią Fabryczną a Łodzią Widzewem pociągi mają bezwzględny zakaz poruszania się.

## Galeria

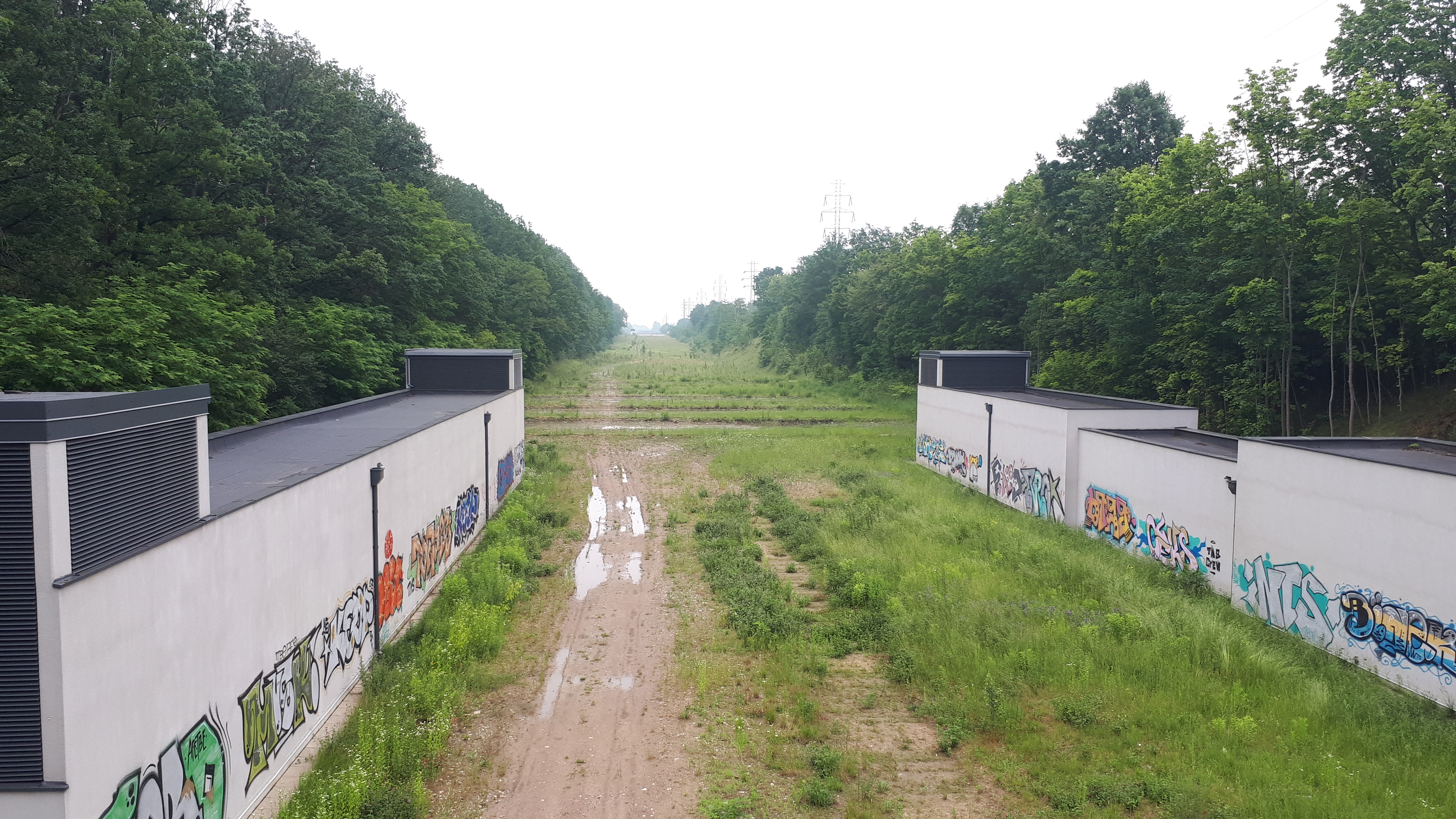
Wentylatornia nad tunelem średnicowym
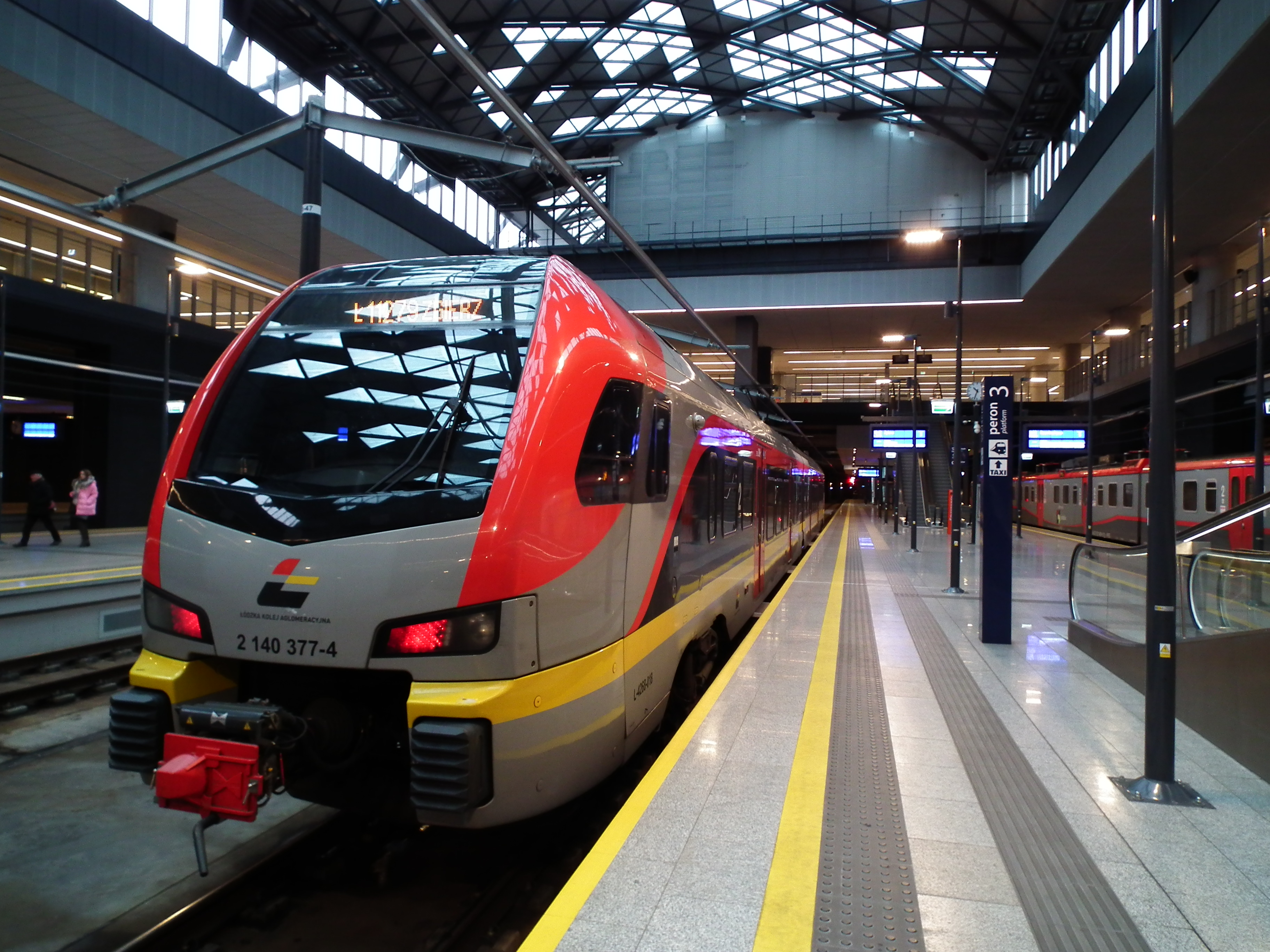
Pociąg ŁKA na stacji Łódź Fabryczna
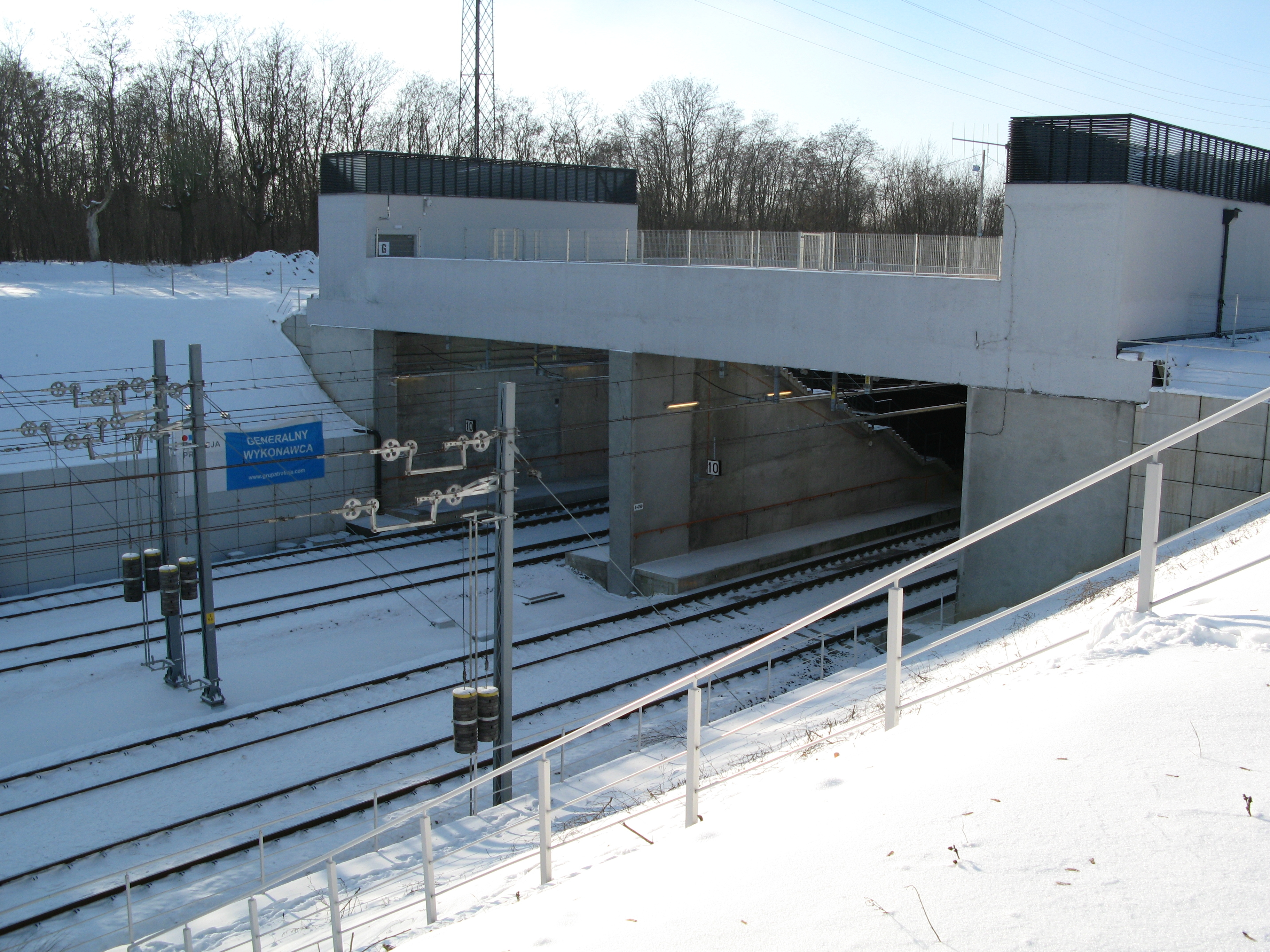
Wjazd do tunelu średnicowego
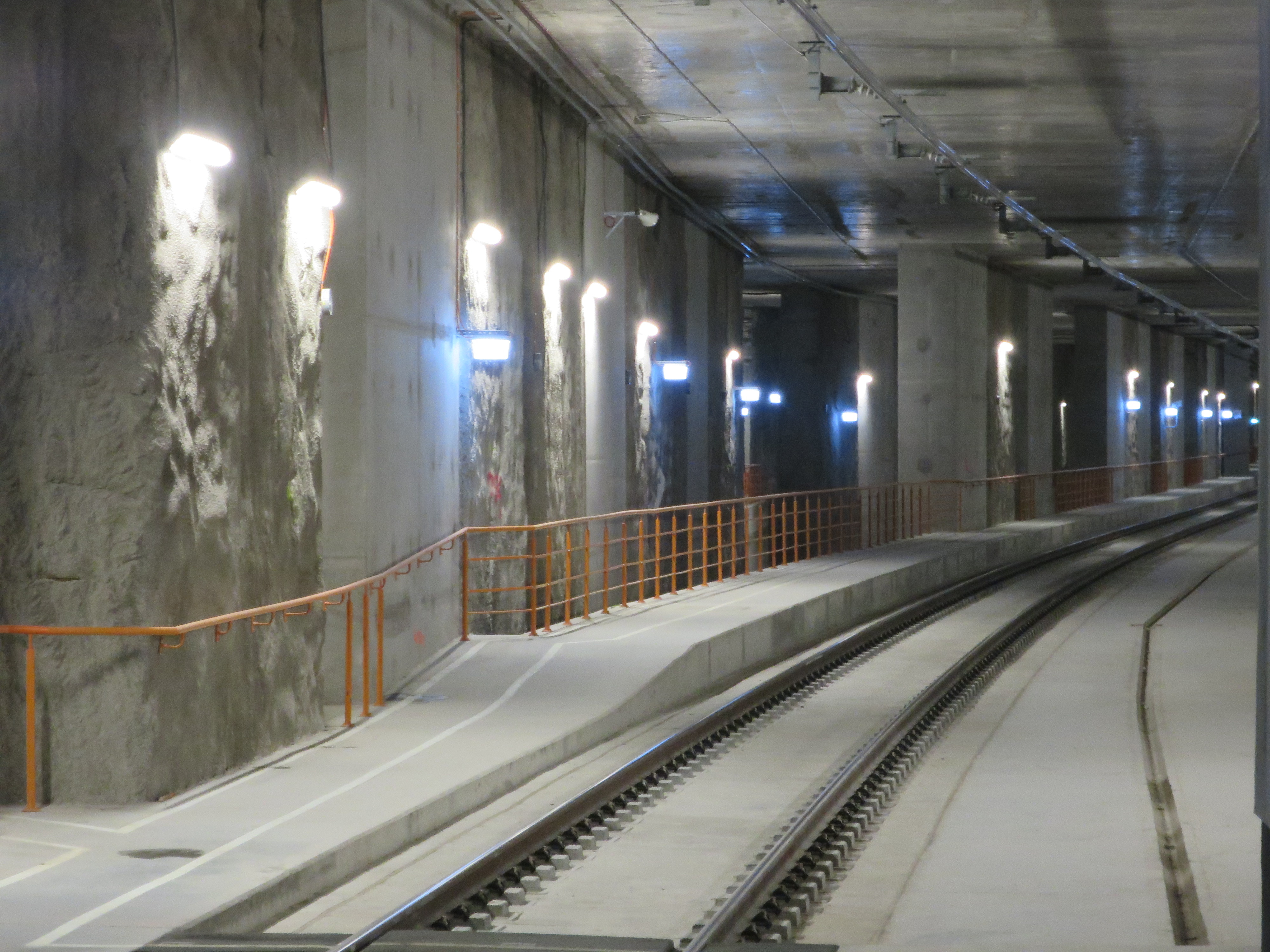
Linia kolejowa w tunelu średnicowym
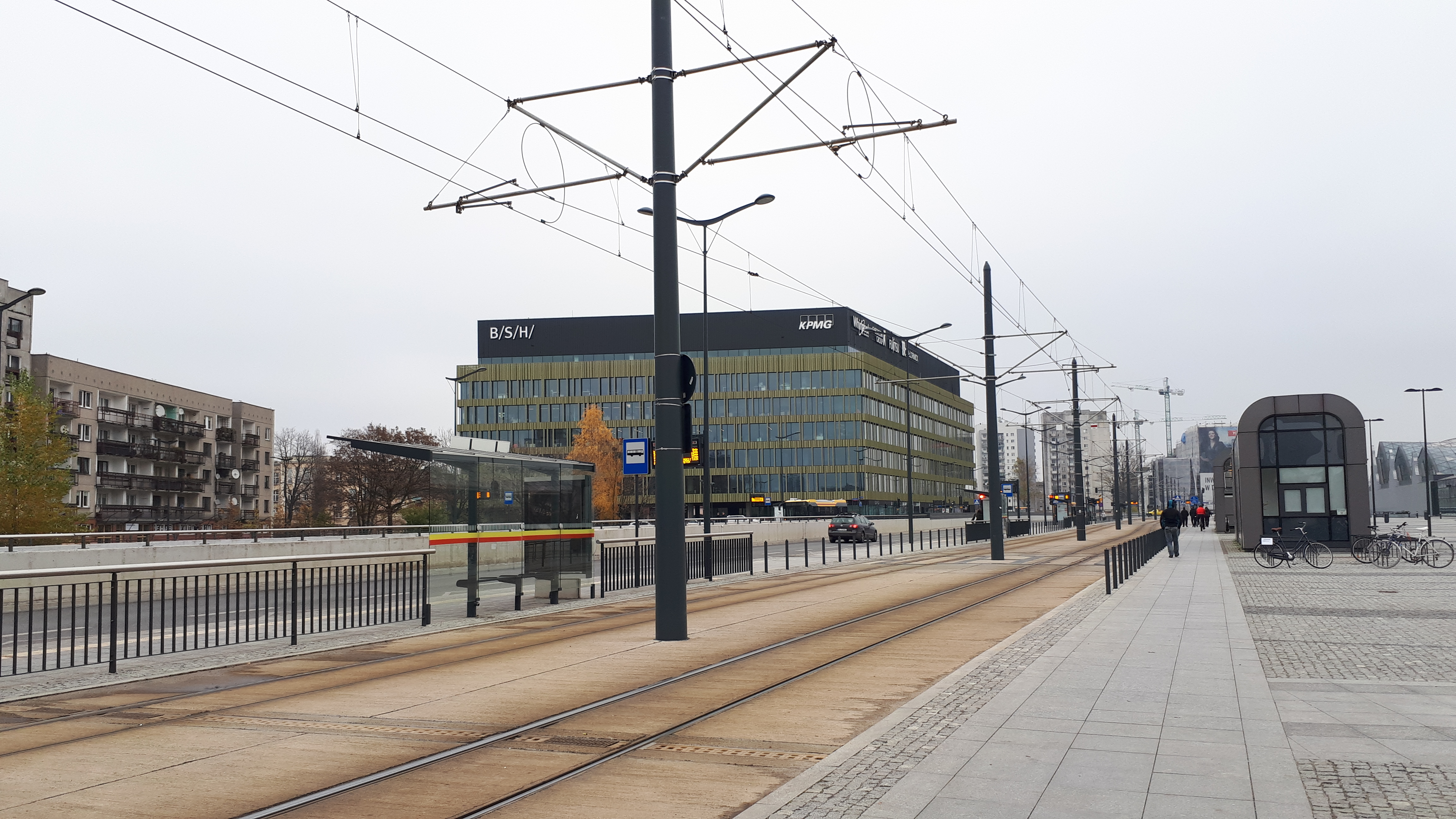
Tory tramwajowe wzdłuż al. Rodziny Poznańskich obok dworca Łódź Fabryczna
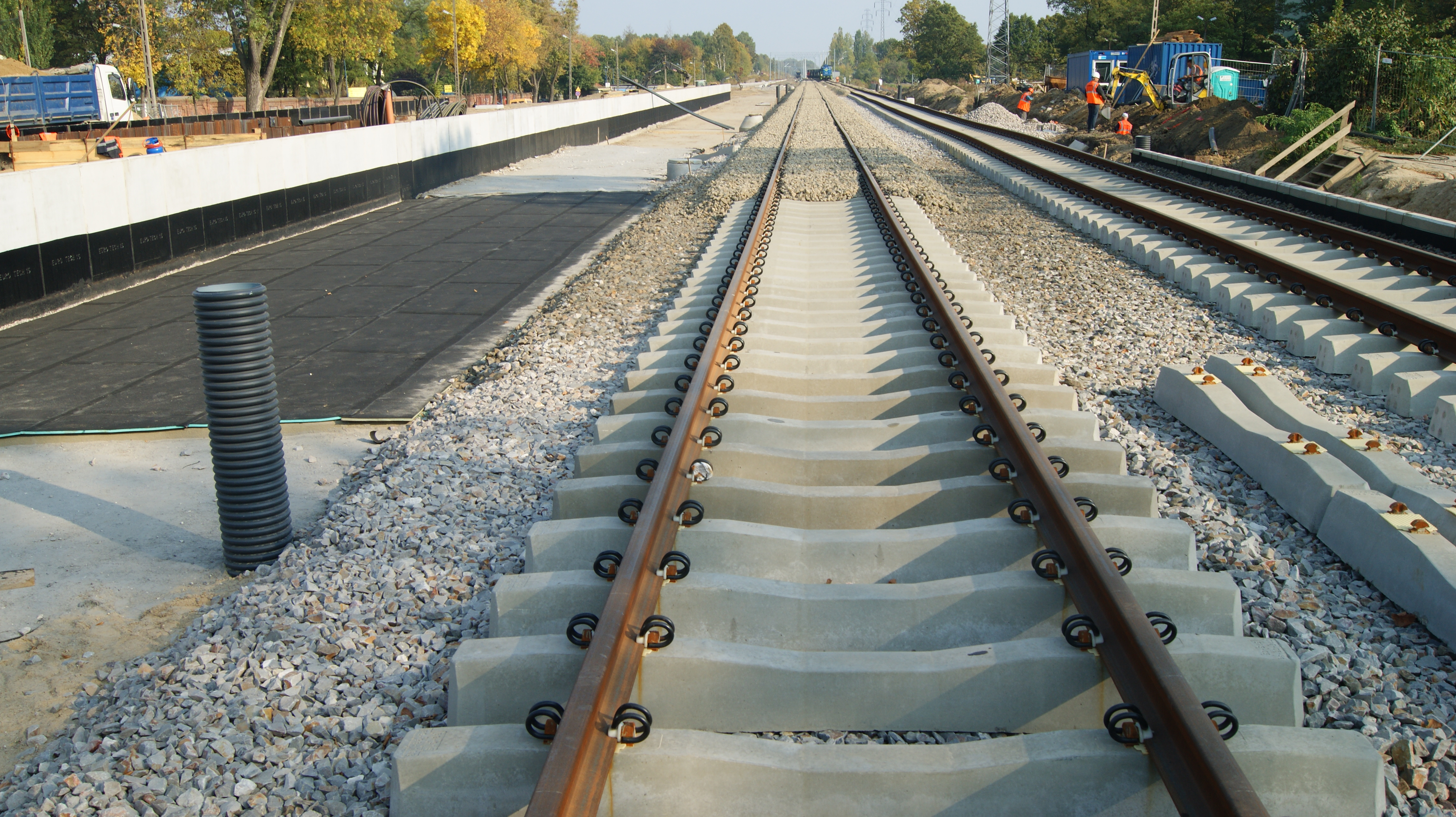
Budowa torowisk między Ł. Fabryczną a Ł. Widzewem
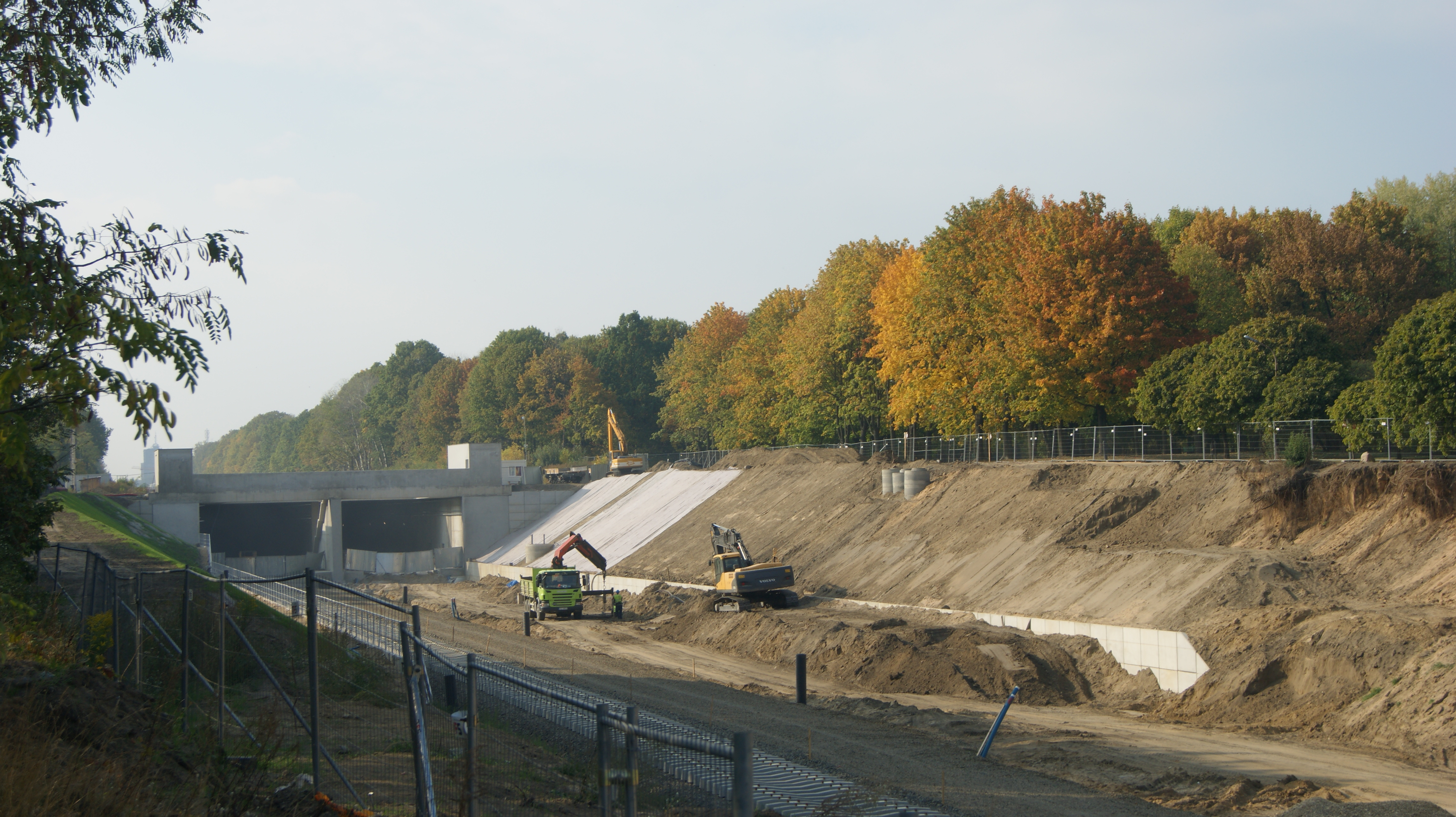
Budowa tunelu średnicowego
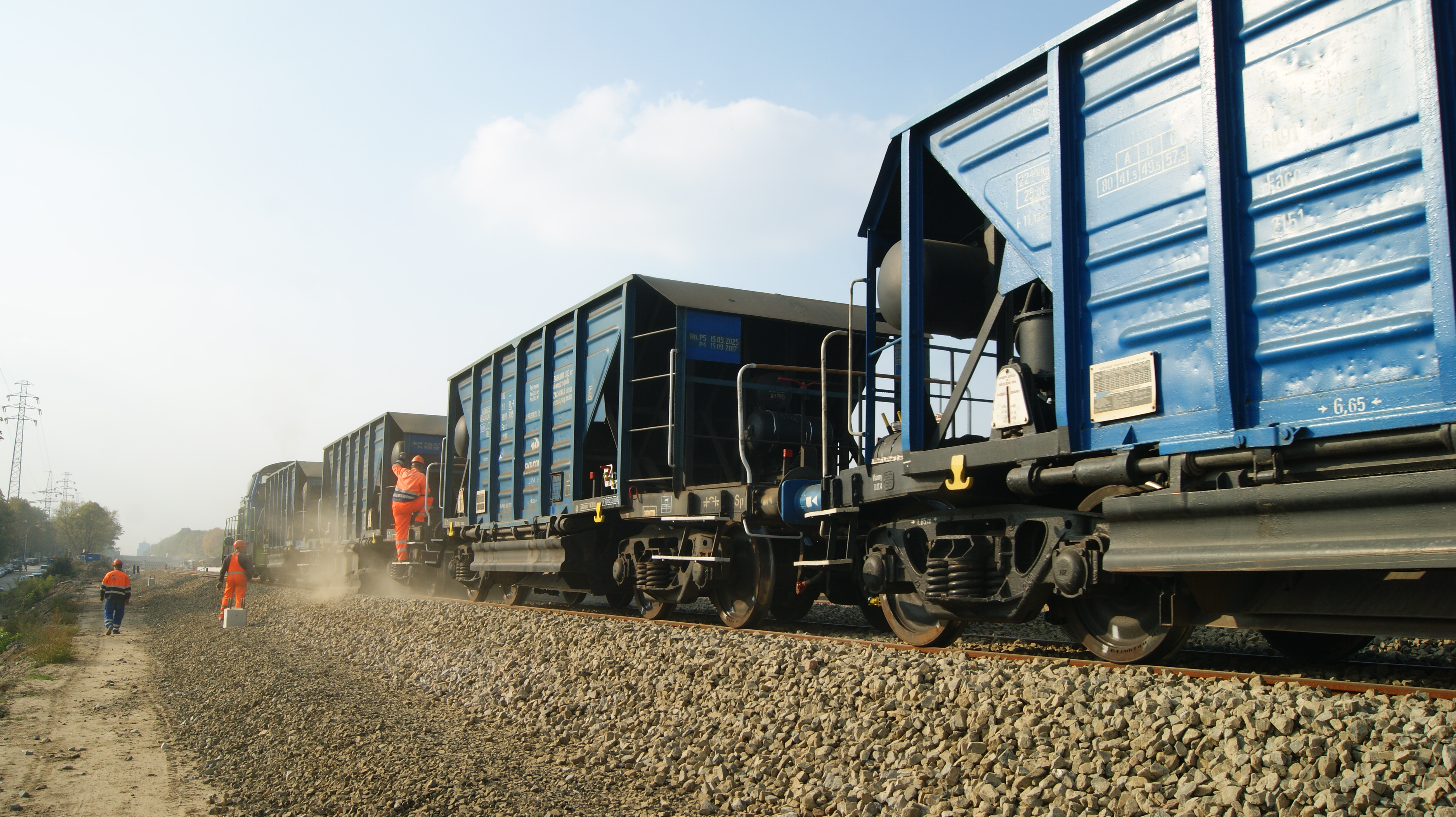
Prace budowlane przy ul. Niciarnianej
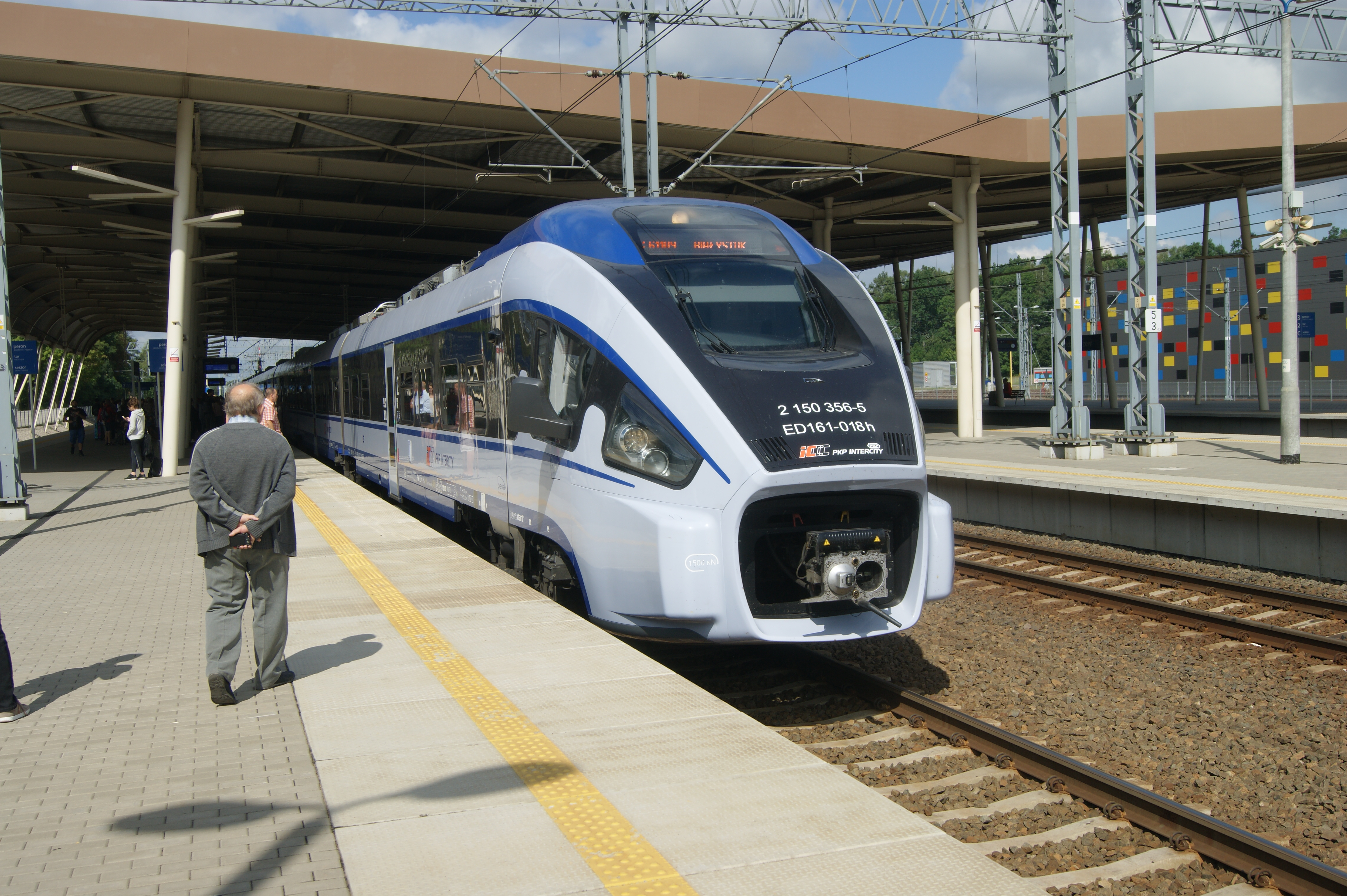
Pociąg PKP Intercity na stacji Łódź Widzew
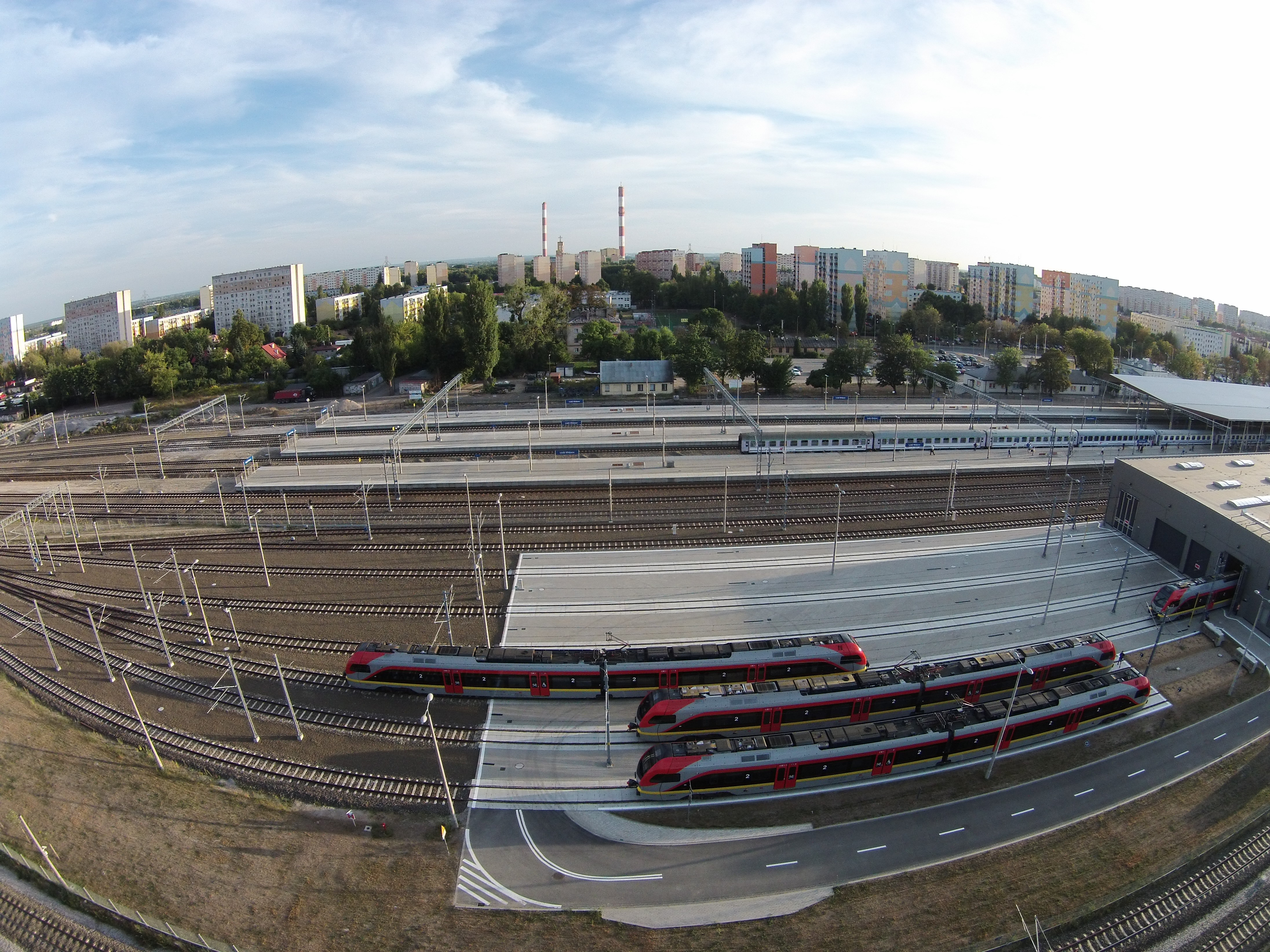
Widzew. Centrum Sterowania ŁKA i stacja Łódź Widzew
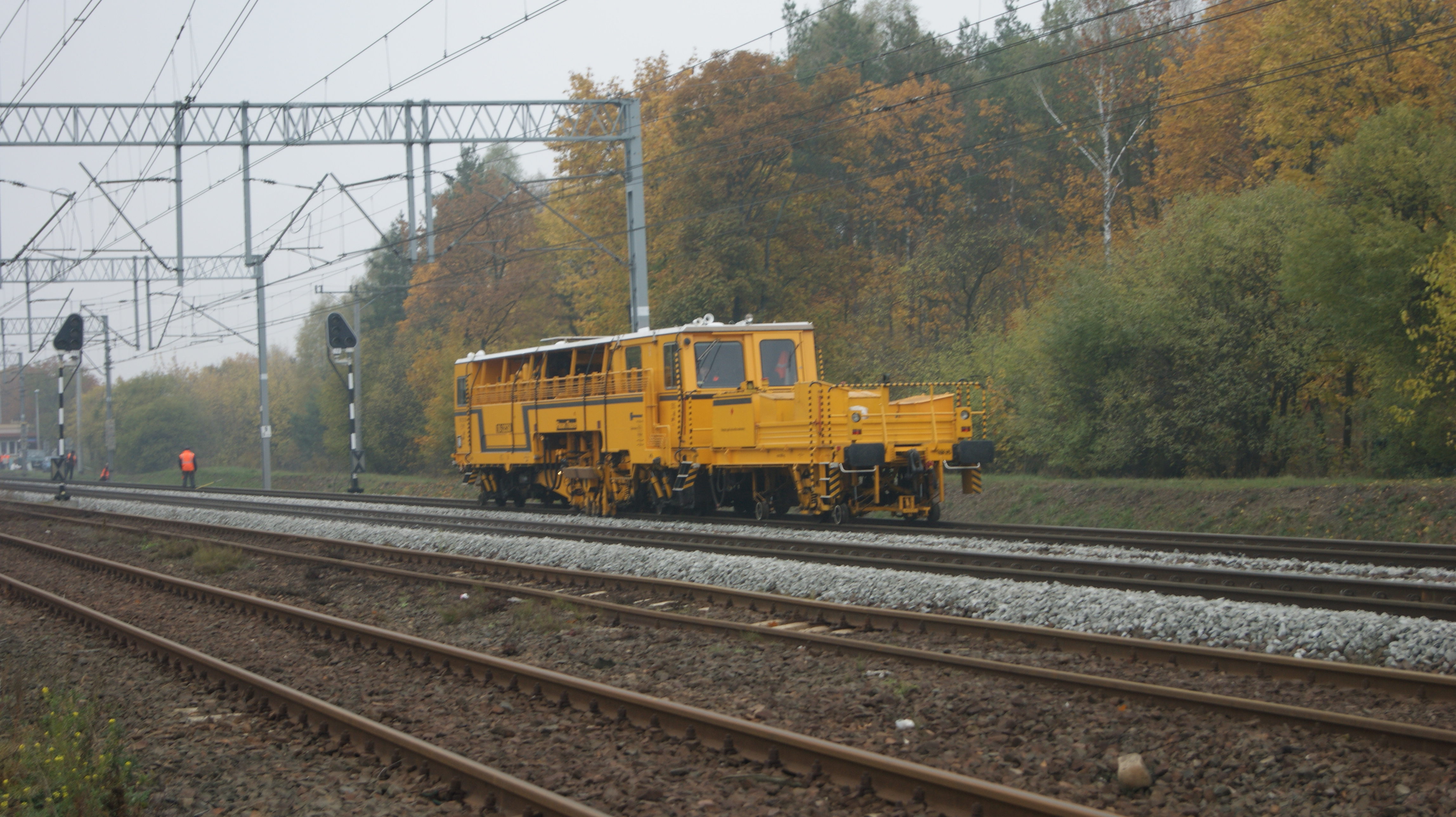
Modernizacja szlaku Łódź Widzew – Łódź Andrzejów
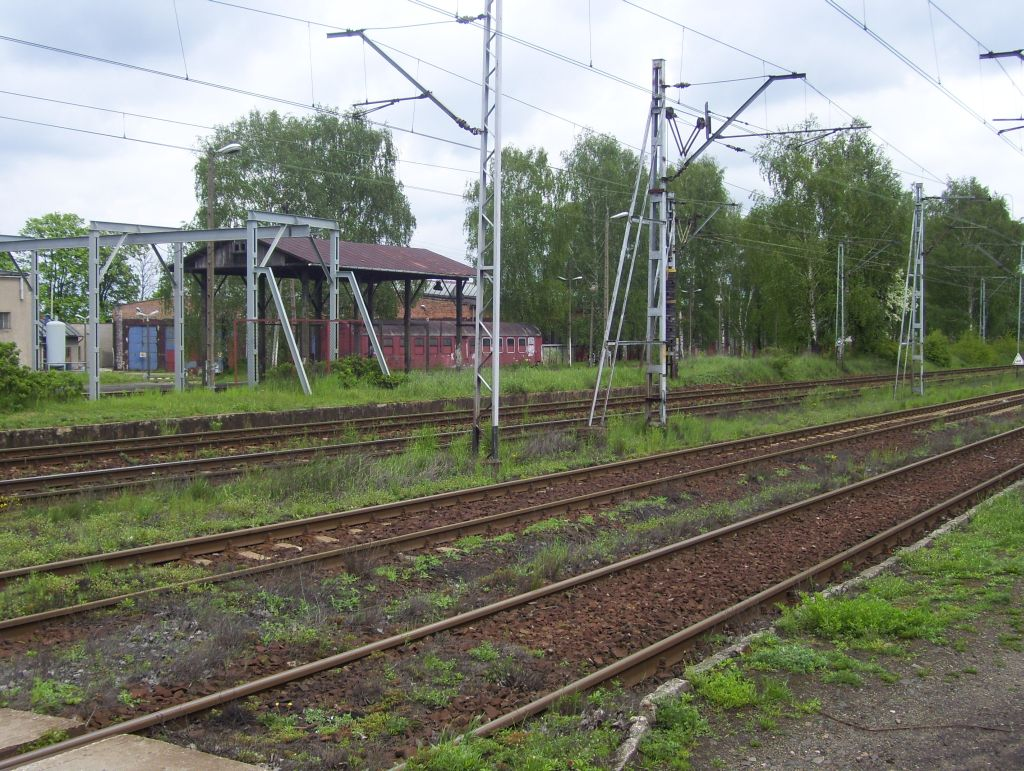
Miejsce dawnego przystanku Łódź Widzew Janów
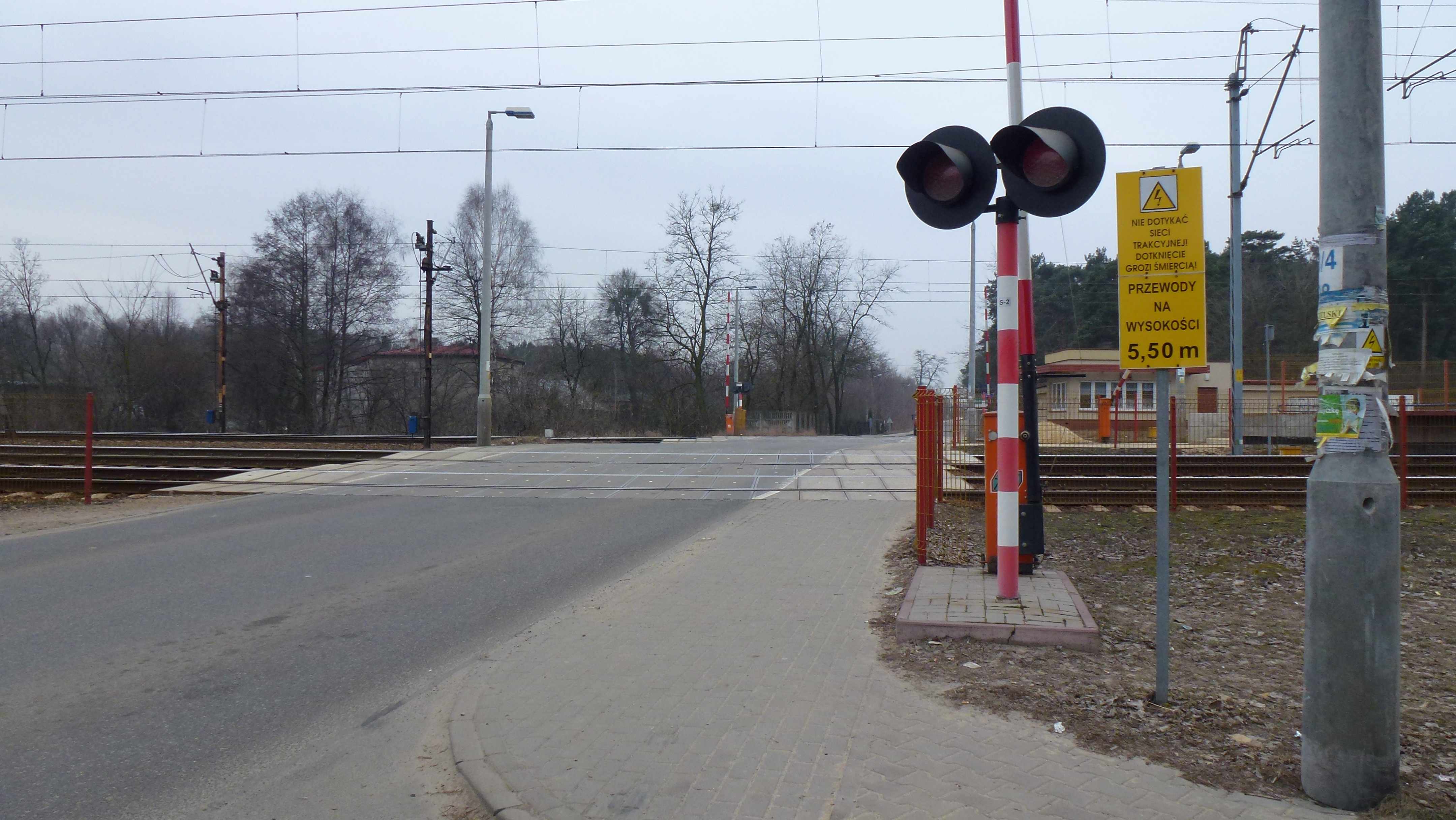
Przejazd kolejowy w Bedoniu